# Tlacoccayotl
 (décembre 2018).
Si vous disposez d'ouvrages ou d'articles de référence ou si vous connaissez des sites web de qualité traitant du thème abordé ici, merci de compléter l'article en donnant les références utiles à sa vérifiabilité et en les liant à la section « Notes et références ».
Dans la mythologie aztèque, Tlacoccayotl est le dieu du vent de l'Est. Il est le fils de Ehecatl et le frère de Huitztlampaehecatl.